# Instituto Peabody
El Instituto Peabody es la escuela de música y conservatorio de la Universidad Johns Hopkins.
Tiene su sede en Baltimore, Maryland y está considerado como uno de los mejores consevatorios de los Estados Unidos.  
Fundado en 1857 por el filántropo George Peabody, fue la primera academia de música formalmente establecida en los Estados Unidos. En 1977, el instituto pasó a ser considerado formalmente como un centro docente de la Universidad Johns Hopkins.